# Aulis Peltonen
Aulis Peltonen född  Aulis Olavi Peltonen 13 juni 1931 i Tammerfors Finland död 11 mars 1988 i Stockholm Sverige, svensk solodansör.
Peltonen studerade dans i Helsingfors, London och Paris. Han engagerades vid Operabaletten i Stockholm 1953, där han blev kvar till pensioneringen 1979. Under 1970-talet verksam som mimartist.

## Filmografi
- 1957 – Med glorian på sned
- 1954 – Herr Arnes penningar
- 1954 - Dans på rosor